# Bernhard Cullmann
Bernhard Cullmann (ur. 1 listopada 1949 w Rötsweiler), niemiecki piłkarz, pomocnik. Mistrz świata z roku 1974.

## Kariera
Karierę piłkarską zaczynał w SpVgg Porz, w 1969 przeniósł się do 1. FC Köln, gdzie występował przez niemal 15 lat (do 1983). W tym czasie rozegrał w Bundeslidze 341 spotkań (29 goli). Największym klubowym sukcesem Cullmanna było mistrzostwo kraju wywalczone w 1978.
W reprezentacji Niemiec debiutował 14 lutego 1973 w meczu z Argentyną. Do 1980 rozegrał w kadrze 40 spotkań i strzelił 6 bramek. Ostatnim jego spotkaniem był zwycięski finał ME z Belgią (ME 80). W fazie grupowej MŚ 74 grał w podstawowym składzie, później został zastąpiony przez Rainera Bonhofa. Znajdował się w kadrze RFN na MŚ 78.
Po zakończeniu kariery piłkarskiej pracował jako działacz w Köln. Jego syn, Carsten także został zawodowym piłkarzem.